# Мексика в Первой мировой войне
Мексика придерживалась нейтралитета в Первой мировой войне. Однако, в 1917 году германский министр иностранных дел отправил телеграмму германскому послу в США, чтобы тот, в случае вступления США в войну, убедил правительство Мексики, находившейся в конфронтации с США, вступить в войну на сторону Германии. Великобритания перехватила и расшифровала телеграмму и предоставила её США, что послужило вступлению США в войну.

## Предыстория
После битвы при Селайе в апреле 1915 года насилие в Мексике в основном ограничивалось местными боями, особенно партизанскими в Морелосе под руководством Эмилиано Сапата. Частичный мир позволил разработать новую конституцию Мексики в 1916 году и провозгласить её 5 февраля 1917 года. Иностранные нефтяные компании почувствовали угрозу со стороны новой конституции, которая давала мексиканскому правительству право экспроприировать природные ресурсы, которые считались жизненно важными для страны. Мексика находилась под постоянной угрозой вторжения со стороны США, которые хотели взять под свой контроль перешеек Теуантепек и нефтяные месторождения Тампико. Германия предприняла несколько попыток спровоцировать войну между Мексикой и США, особенно в случае с телеграммой Циммермана в январе 1917 года, целью которого было втянуть США в конфликт на своей южной границе, а не присоединиться к Великобритании и Франции в конфликте против Германии и её союзников.

## Отношения с Соединёнными Штатами Америки
Мексиканский нейтралитет в Первой мировой войне отражал враждебность к США из-за нескольких предыдущих вмешательств США во внутренние дела Мексики. В феврале 1913 года Викториано Уэрта вступил в сговор с послом США Генри Лейном Уилсоном с целью свергнуть Франсиско Игнасио Мадеро с поста президента Мексики. Государственный переворот стал кульминацией насилия в Мехико, известного как «Трагическая декада» (исп. Decena Trágica), в последние дни правления Уильяма Говарда Тафта. Президент США Вудро Вильсон также приказал вторгнуться в Веракрус в 1914 году, в результате чего погибли 170 мексиканских солдат и неизвестное количество гражданских лиц.

Телеграмма Циммермана.

Отношения между Вудро Вильсоном и Венустиано Карранса, политическому положению которого способствовало признание США в октябре 1915 года, позволившее США продавать оружие группировке Каррансы против её главного соперника генерала Панчо Вилья, изначально были хорошими. Вилья отомстил Соединённым Штатам, вторгшись в город Колумбус, штат Нью-Мексико, и напав на него в 1916 году, убил 17 американских мирных жителей. Вильсон послал генерала армии США Джона Першинга в Мексику для карательных действий по захвату Вильи. Американская экспедиция против Панчо Вильи уничтожила ополчение Вильи, но не смогла захватить самого Вилью. Экспедиция застопорилась, и Карранса, сильный националист, потребовал ухода Першинга с мексиканской земли. Уилсон подчинился, и экспедиция была завершена, так как Вилью так и не удалось задержать. Интересы США оказались под угрозой провозглашения мексиканской конституции 1917 года, и Мексика постоянно находилась под угрозой вторжения со стороны США.

## Степень участия в войне
Факты, ознаменовавшие нейтралитет Мексики в Первой мировой войне:
- Правительство Каррансы было де-юре признано Германией в начале 1917 года и США 31 августа 1917 года, что стало прямым следствием телеграммы Циммермана, направленной на обеспечение нейтралитета Мексики в Первой мировой войне[8][9]. После оккупации Веракруса в 1914 году Мексика не желала участвовать в военных действиях вместе с США, сохранение мексиканского нейтралитета было лучшим, на что США могли надеяться[5].
- Карранса предоставил гарантии немецким компаниям для продолжения их операций, особенно в Мехико[10], но в то же время он продавал нефть британскому флоту. Фактически, 75 процентов топлива, используемого Королевским флотом, поступает из Мексики[4][11].
- Карранса отклонил предложение о военном союзе с Германией, переданное через телеграмму Циммермана, и в то же время он смог предотвратить постоянное военное вторжение со стороны США, которые хотели взять под контроль нефтяные месторождения перешейка Теуантепек и Тампико[2][3][12]. К 1917 году Мексика производила 55 миллионов баррелей нефти[13]. Карранса отдал приказ поджечь и уничтожить нефтяные месторождения в случае вторжения США[12][14].
- Войска Каррансы при Карризале вступили в бой[англ.] с силами карательной американской экспедиции под начальством Джона Першинга и одержали победу. Разъярённый поражением генерал Першинг попросил разрешения напасть на гарнизон Карранцисты в Чиуауа. Президент Вильсон ответил отказом, опасаясь, что такое нападение спровоцирует полномасштабную войну с Мексикой. Битва при Карризале положила конец Карательной экспедиции.